# Canton de Frasne
Le canton de Frasne est une circonscription électorale française du département du Doubs créée par le décret du 25 février 2014 et entrée en vigueur lors des élections départementales de 2015.

## Histoire
De 1790 à 1801, Frasne fut le chef-lieu du 1er canton du district de Pontarlier, qui comprenait Bannans, Bonnevaux, Bouverans, Bulle, Courvières, Dompierre-les-Tilleuls, Frasne, la Grange du Forbonnet et la Rivière-Drugeon.
Un nouveau découpage territorial du Doubs (département) entre en vigueur à l'occasion des élections départementales de mars 2015, défini par le décret du 25 février 2014, en application des lois du 17 mai 2013 (loi organique 2013-402 et loi 2013-403). Les conseillers départementaux sont, à compter de ces élections, élus au scrutin majoritaire binominal mixte. Les électeurs de chaque canton élisent au Conseil départemental, nouvelle appellation du Conseil général, deux membres de sexe différent, qui se présentent en binôme de candidats. Les conseillers départementaux sont élus pour 6 ans au scrutin binominal majoritaire à deux tours, l'accès au second tour nécessitant 12,5 % des inscrits au 1er tour. En outre la totalité des conseillers départementaux est renouvelée. Ce nouveau mode de scrutin nécessite un redécoupage des cantons dont le nombre est divisé par deux avec arrondi à l'unité impaire supérieure si ce nombre n'est pas entier impair, assorti de conditions de seuils minimaux. Dans le Doubs, le nombre de cantons passe ainsi de 35 à 19.
Le canton de Frasne est formé de communes des anciens cantons de Levier (10 communes), de Pontarlier (14 communes) et de Mouthe (23 communes). Le canton est entièrement inclus dans l'arrondissement de Pontarlier. Le bureau centralisateur est situé à Frasne.

## Représentation
| Période élective | Période élective | Mandat | Mandat   | Identité                  | Nuance | Nuance | Qualité |
| ---------------- | ---------------- | ------ | -------- | ------------------------- | ------ | ------ | --- |
| 2015             | 2021             | 2015   | 2021     | Philippe Alpy             |        | DVD    | Agriculteur, maire de Frasne Président de l'agence foncière du Doubs 2e vice-président, chargé du développement territorial |
| 2015             | 2021             | 2015   | 2021     | Michèle Letoublon         |        | DVD    | Restauratrice à Labergement-Sainte-Marie                                                                                    |
| 2021             | 2028             | 2021   | en cours | Philippe Alpy             |        | HOR    | Conseiller sortant |
| 2021             | 2028             | 2021   | en cours | Géraldine Tissot-Trullard |        | HOR    | Consultante indépendante, Jougne                                                                                            |

### Résultats détaillés

#### Élections de mars 2015
À l'issue du 1er tour des élections départementales de 2015, trois binômes sont en ballottage : Philippe Alpy et Michèle Letoublon (DVD, 41,08 %), Gérard Deque et Géraldine Tissot-Trullard (Divers, 31,97 %) et David Navion et Anne Troncin (FN, 26,94 %). Le taux de participation est de 53,87 % (8 959 votants sur 16 632 inscrits) contre 52,68 % au niveau départemental et 50,17 % au niveau national.
Au second tour, Philippe Alpy et Michèle Letoublon (DVD) sont élus avec 45,12 % des suffrages exprimés et un taux de participation de 53,59 % (3 806 voix pour 8 913 votants et 16 632 inscrits).
Philippe Alpy a quitté l'UDI et est proche d'Agir.

#### Élections de juin 2021
Le premier tour des élections départementales de 2021 est marqué par un très faible taux de participation (33,26 % au niveau national). Dans le canton de Frasne, ce taux de participation est de 34,04 % (6 053 votants sur 17 781 inscrits) contre 34,1 % au niveau départemental. À l'issue de ce premier tour, deux binômes sont en ballottage : Philippe Alpy et Géraldine Tissot-Trullard (Union au centre et à droite, 50,68 %) et Guillaume Devillers et Marine Paris (Union à gauche avec des écologistes, 31,96 %).
Le second tour des élections est marqué une nouvelle fois par une abstention massive équivalente au premier tour. Les taux de participation sont de 34,3 % au niveau national, 35,83 % dans le département et 33,56 % dans le canton de Frasne. Philippe Alpy et Géraldine Tissot-Trullard (Union au centre et à droite) sont élus avec 63,57 % des suffrages exprimés (3 497 voix pour 5 968 votants et 17 781 inscrits),,.

## Composition
Le nouveau canton de Frasne comprenait quarante-huit communes entières à sa création.
Par arrêté du 12 août 2016, les communes de Levier et de Labergement-du-Navois fusionnent le 1er janvier 2017 pour former la commune de Levier. Cependant, cette commune nouvelle est partagée entre les cantons de Frasne et d'Ornans en raison de l'appartenance de la commune déléguée de Labergement-du-Navois à ce dernier. Le décret du 7 novembre 2019 entraîne le rattachement complet du territoire de la commune nouvelle de Levier au canton de Frasne.
| Nom                            | Code Insee | Intercommunalité                             | Superficie (km2) | Population (dernière pop. légale) | Densité (hab./km2) | Modifier                                    |
| ------------------------------ | ---------- | -------------------------------------------- | ---------------- | --------------------------------- | ------------------ | ------------------------------------------- |
| Frasne (bureau centralisateur) | 25259      | CC du Plateau de Frasne et du Val du Drugeon | 32,87            | 1 958 (2022)                      | 60                 | modifier les données · modifier les données |
| Arc-sous-Montenot              | 25026      | CC Altitude 800                              | 10,72            | 228 (2022)                        | 21                 | modifier les données · modifier les données |
| Bannans                        | 25041      | CC du Plateau de Frasne et du Val du Drugeon | 11,56            | 378 (2022)                        | 33                 | modifier les données · modifier les données |
| Bonnevaux                      | 25075      | CC du Plateau de Frasne et du Val du Drugeon | 16,53            | 420 (2022)                        | 25                 | modifier les données · modifier les données |
| Boujailles                     | 25079      | CC du Plateau de Frasne et du Val du Drugeon | 28,22            | 459 (2022)                        | 16                 | modifier les données · modifier les données |
| Bouverans                      | 25085      | CC du Plateau de Frasne et du Val du Drugeon | 18,17            | 441 (2022)                        | 24                 | modifier les données · modifier les données |
| Brey-et-Maison-du-Bois         | 25096      | CC des Lacs et Montagnes du Haut-Doubs       | 6,18             | 179 (2022)                        | 29                 | modifier les données · modifier les données |
| Bulle                          | 25100      | CC du Plateau de Frasne et du Val du Drugeon | 14,03            | 500 (2022)                        | 36                 | modifier les données · modifier les données |
| Chapelle-d'Huin                | 25122      | CC Altitude 800                              | 23,71            | 534 (2022)                        | 23                 | modifier les données · modifier les données |
| Chapelle-des-Bois              | 25121      | CC des Lacs et Montagnes du Haut-Doubs       | 39,69            | 259 (2022)                        | 6,5                | modifier les données · modifier les données |
| Châtelblanc                    | 25131      | CC des Lacs et Montagnes du Haut-Doubs       | 20,79            | 110 (2022)                        | 5,3                | modifier les données · modifier les données |
| Chaux-Neuve                    | 25142      | CC des Lacs et Montagnes du Haut-Doubs       | 28,31            | 333 (2022)                        | 12                 | modifier les données · modifier les données |
| Courvières                     | 25176      | CC du Plateau de Frasne et du Val du Drugeon | 10,94            | 319 (2022)                        | 29                 | modifier les données · modifier les données |
| Le Crouzet                     | 25179      | CC des Lacs et Montagnes du Haut-Doubs       | 3,77             | 56 (2022)                         | 15                 | modifier les données · modifier les données |
| Dompierre-les-Tilleuls         | 25202      | CC du Plateau de Frasne et du Val du Drugeon | 12,94            | 291 (2022)                        | 22                 | modifier les données · modifier les données |
| Fourcatier-et-Maison-Neuve     | 25252      | CC des Lacs et Montagnes du Haut-Doubs       | 2,75             | 124 (2022)                        | 45                 | modifier les données · modifier les données |
| Les Fourgs                     | 25254      | CC des Lacs et Montagnes du Haut-Doubs       | 27,99            | 1 429 (2022)                      | 51                 | modifier les données · modifier les données |
| Gellin                         | 25263      | CC des Lacs et Montagnes du Haut-Doubs       | 4,87             | 264 (2022)                        | 54                 | modifier les données · modifier les données |
| Les Grangettes                 | 25295      | CC des Lacs et Montagnes du Haut-Doubs       | 5,38             | 323 (2022)                        | 60                 | modifier les données · modifier les données |
| Les Hôpitaux-Neufs             | 25307      | CC des Lacs et Montagnes du Haut-Doubs       | 6,56             | 947 (2022)                        | 144                | modifier les données · modifier les données |
| Les Hôpitaux-Vieux             | 25308      | CC des Lacs et Montagnes du Haut-Doubs       | 14,21            | 463 (2022)                        | 33                 | modifier les données · modifier les données |
| Jougne                         | 25318      | CC des Lacs et Montagnes du Haut-Doubs       | 29,03            | 1 915 (2022)                      | 66                 | modifier les données · modifier les données |
| Labergement-Sainte-Marie       | 25320      | CC des Lacs et Montagnes du Haut-Doubs       | 22,12            | 1 257 (2022)                      | 57                 | modifier les données · modifier les données |
| Levier                         | 25334      | CC Altitude 800                              | 44,34            | 2 345 (2022)                      | 53                 | modifier les données · modifier les données |
| Longevilles-Mont-d'Or          | 25348      | CC des Lacs et Montagnes du Haut-Doubs       | 13,25            | 615 (2022)                        | 46                 | modifier les données · modifier les données |
| Malbuisson                     | 25361      | CC des Lacs et Montagnes du Haut-Doubs       | 6,60             | 883 (2022)                        | 134                | modifier les données · modifier les données |
| Malpas                         | 25362      | CC des Lacs et Montagnes du Haut-Doubs       | 5,78             | 287 (2022)                        | 50                 | modifier les données · modifier les données |
| Métabief                       | 25380      | CC des Lacs et Montagnes du Haut-Doubs       | 5,76             | 1 395 (2022)                      | 242                | modifier les données · modifier les données |
| Montperreux                    | 25405      | CC des Lacs et Montagnes du Haut-Doubs       | 11,61            | 933 (2022)                        | 80                 | modifier les données · modifier les données |
| Mouthe                         | 25413      | CC des Lacs et Montagnes du Haut-Doubs       | 38,73            | 1 025 (2022)                      | 26                 | modifier les données · modifier les données |
| Oye-et-Pallet                  | 25442      | CC des Lacs et Montagnes du Haut-Doubs       | 10,45            | 714 (2022)                        | 68                 | modifier les données · modifier les données |
| Petite-Chaux                   | 25451      | CC des Lacs et Montagnes du Haut-Doubs       | 9,81             | 174 (2022)                        | 18                 | modifier les données · modifier les données |
| La Planée                      | 25459      | CC des Lacs et Montagnes du Haut-Doubs       | 13,00            | 325 (2022)                        | 25                 | modifier les données · modifier les données |
| Les Pontets                    | 25464      | CC des Lacs et Montagnes du Haut-Doubs       | 6,36             | 137 (2022)                        | 22                 | modifier les données · modifier les données |
| Reculfoz                       | 25483      | CC des Lacs et Montagnes du Haut-Doubs       | 2,54             | 41 (2022)                         | 16                 | modifier les données · modifier les données |
| Remoray-Boujeons               | 25486      | CC des Lacs et Montagnes du Haut-Doubs       | 15,15            | 456 (2022)                        | 30                 | modifier les données · modifier les données |
| La Rivière-Drugeon             | 25493      | CC du Plateau de Frasne et du Val du Drugeon | 19,16            | 927 (2022)                        | 48                 | modifier les données · modifier les données |
| Rochejean                      | 25494      | CC des Lacs et Montagnes du Haut-Doubs       | 24,32            | 748 (2022)                        | 31                 | modifier les données · modifier les données |
| Rondefontaine                  | 25501      | CC des Lacs et Montagnes du Haut-Doubs       | 2,72             | 38 (2022)                         | 14                 | modifier les données · modifier les données |
| Saint-Antoine                  | 25514      | CC des Lacs et Montagnes du Haut-Doubs       | 4,51             | 309 (2022)                        | 69                 | modifier les données · modifier les données |
| Saint-Point-Lac                | 25525      | CC des Lacs et Montagnes du Haut-Doubs       | 4,52             | 305 (2022)                        | 67                 | modifier les données · modifier les données |
| Sarrageois                     | 25534      | CC des Lacs et Montagnes du Haut-Doubs       | 13,22            | 194 (2022)                        | 15                 | modifier les données · modifier les données |
| Touillon-et-Loutelet           | 25565      | CC des Lacs et Montagnes du Haut-Doubs       | 4,72             | 267 (2022)                        | 57                 | modifier les données · modifier les données |
| Vaux-et-Chantegrue             | 25592      | CC du Plateau de Frasne et du Val du Drugeon | 13,98            | 663 (2022)                        | 47                 | modifier les données · modifier les données |
| Les Villedieu                  | 25619      | CC des Lacs et Montagnes du Haut-Doubs       | 15,07            | 222 (2022)                        | 15                 | modifier les données · modifier les données |
| Villeneuve-d'Amont             | 25621      | CC Altitude 800                              | 14,27            | 221 (2022)                        | 15                 | modifier les données · modifier les données |
| Villers-sous-Chalamont         | 25627      | CC Altitude 800                              | 22,18            | 293 (2022)                        | 13                 | modifier les données · modifier les données |
| Canton de Frasne               | 2511       |                                              | 713,39           | 26 704 (2022)                     | 37                 | modifier les données                        |

## Démographie
En 2022, le canton comptait 26 704 habitants, en évolution de +6,97 % par rapport à 2016 (Doubs : +1,88 %, France hors Mayotte : +2,11 %).
| 2013   | 2018   | 2022   |
| ------ | ------ | ------ |
| 23 650 | 25 598 | 26 704 |